# I’m Just a Kid
«I’m Just a Kid» (рус. Я просто ребёнок) — сингл канадской рок-группы Simple Plan с их дебютного студийного альбома No Pads, No Helmets... Just Balls.

## Описание
«I’m Just a Kid» является четвёртым треком с альбома No Pads, No Helmets... Just Balls, и стал дебютным синглом группы. В качестве сингла песня была выпущена 19 февраля 2002 года, на пару месяцев раньше, чем сам альбом. Песня стала саундтреком к таким фильмам, как Скейтбордисты, Крутой парень и Оптом дешевле.
Помимо самой песни на сингле также можно обнаружить треки «One by One» и «Grow Up», у которых лирический смысл схож с «I’m Just a Kid» — в этих треках рассказывается о жизни подростков, чему было посвящено множество песен группы с первых альбомов. Кроме того, версия песни с сингла несколько отличается от альбомной инструментальным исполнением, немного другой постановкой вокала и некоторыми элементами текста. Текст версии с сингла содержит ненормативную лексику — строки What the hell is wrong with me? были изменены на What the fuck is wrong with me?. Любопытно, что на некоторых концертных выступлений группой исполняется версия песни с сингла. Данную версию можно услышать на концертном альбоме Simple Plan Live in Japan 2002, на MTV Hard Rock Live эта фраза подверглась цензуре.

## Видеоклип
В клипе принимали участие актёры в ролях своих персонажей и комедии Крутой парень и содержит некоторые кадры из самого фильма. Кроме того, данный клип доступен на официальном DVD-издании фильма в качестве бонуса. Simple Plan в клипе исполнили роль подростков, которые за весь клип множество раз попадали в нелепые ситуации. Ближе к концу клипа показано, как группа исполняет песню. Сам клип имеет юмористический характер.

## Список композиций
1. «I’m Just a Kid (Single Version)»
2. «One by One»
3. «Grow Up»